# François de Fontette
François Pontenay de Fontette, né le 7 octobre 1925 à Paris où il meurt le 3 août 2010, est un historien français du droit.

## Biographie
François Pontenay de Fontette est né le 7 octobre 1925 dans le 16e arrondissement de Paris. Il se lance dans des études de droit qu'il termine par un doctorat en droit.
Il mène une carrière universitaire, en tant que professeur agrégé de la Faculté de droit de Paris et doyen honoraire de la Faculté de droit et des sciences économiques de l'Université d'Orléans. 
En 1987, l'Université Panthéon-Assas ouvre à Melun un Institut de droit et d'économie, qu'il dirige. 
François Pontenay de Fontette est également professeur émérite en Histoire du droit à l'université Panthéon-Assas.
Entre 1984 et 1996, il publie six courts ouvrages didactiques dans la collection Que sais-je ? sur l'antisémitisme, le procès de Nuremberg ou le droit en général.
Il occupe également un mandat de vice-président de la Ligue internationale contre le racisme et l'antisémitisme.

## Apport dans le domaine du droit
Trois de ses ouvrages didactiques chez Que sais-je ?,  Histoire de l'antisémitisme, Vocabulaire juridique et Les grandes dates du droit sont quelquefois cités dans une poignée d'articles juridiques ou quelques travaux universitaires plus généralistes.

## Publications

### Chez Dalloz
- « Politiquement incorrect », in Mélanges Benoît Jeanneau, Dalloz, 2002  (ISBN 2-247-04848-X)
- « Amicus ad amicum » in Mélanges Gavalda, Paris, Dalloz, 2001
- C'est le français qu'on assassine, in Mélanges Pierre Drai, 2000
- « L'enseignement du droit hier et aujourd'hui », in Clés pour le siècle, Dalloz, 2000

### P.U.F.Que sais-je?
- Le racisme, no 1603 (1970, 1975, 1979, 1984, 1997)
- Histoire de l'antisémitisme, no 2039
- Sociologie de l'antisémitisme, no 2194
- Vocabulaire juridique, no 2457
- Les grandes dates du droit, no 2890
- Le procès de Nuremberg, no 3221 (1996)

### Autres ouvrages
- Pothier ressuscité, Orléans, 1999